# Tekken Advance
Tekken Advance est un jeu vidéo de combat, développé et édité par Namco, sorti en 2001 sur Game Boy Advance. Il fait partie de la série des Tekken. C'est le premier jeu de la série à sortir tant sur une console portable que sur une console qui n'est pas de marque Sony, — Nintendo en l'occurrence. Il s'agit d'une adaptation de Tekken 3, mais elle comporte moins de personnages et aucun mode « Histoire ».

## Système de jeu
Les graphismes de Tekken Advance sont en « fausse 3D » : des sprites se déplacent sur des aires de combat modélisées avec le Mode 7, ce qui donne l'illusion de la 3D,. Il est possible de faire des zooms avant ou arrière avec la caméra.
Tekken Advance est le seul jeu de la série à proposer un mode « tag battle » avec une équipe de trois personnages. Sur ce point, le jeu tend à se rapprocher de son prédécesseur, Tekken Tag Tournament. Mais contrairement au mode « tag team » de ce dernier, l'aspect stratégique est moindre, car les coups des coéquipiers ne peuvent pas être liés entre eux, et il est seulement question dans Tekken Advance de permuter les combattants, pour remplacer un personnage plus faible par exemple. Les autres modes de jeu solo proposés sont l'entraînement, le mode arcade, le mode time attack et le mode survival.
Le jeu offre la possibilité de jouer contre une autre personne en mode « versus » ou « tag versus », en reliant deux GBA, munies chacune d'un exemplaire du jeu, par un câble link,,. 

### Personnages et contrôle
Le jeu offre de base un panel de neuf personnages jouables, et un dixième est déblocable. Le contrôle de ceux-ci est fondamentalement le même que sur les jeux de la série sortis sur arcade et console de salon. Il a toutefois été adapté aux boutons de la console, et simplifié :
- A : coup de pied
- B : coup de poing
- L : tag
- R : projection (une seule par personnage).

Comme en arcade et sur console de salon, et bien que le moteur du jeu ne soit pas réellement en 3D, il est possible de se déplacer sur plusieurs plans dans les environnements en faisant des pas de côté (pour esquiver une attaque ennemie par exemple), ce qui permet de donner une illusion de tridimensionnalité au gameplay,.
| Personnages par défaut                                                                                           | Personnage à débloquer |
| --- | ---------------------- |
| - Forest Law - Gun Jack - Hwoarang - Jin Kazama - King - Ling Xiaoyu - Nina Williams - Paul Phoenix - Yoshimitsu | Heihachi Mishima       |

## Accueil
Frédéric Luu de Gamekult attribue la note de 7/10 (« bon ») au jeu. Il estime que le mode deux joueurs « rallongera considérablement la durée de vie du jeu et en est même le point fort ».